# The WELL
The WELL, kort för Whole Earth 'Lectronic Link, är ett av världens äldsta ännu aktiva sociala nätverk. Diskussionsforumet startades av Stewart Brand och Larry Brilliant som en BBS i mars 1985 i USA. När webben växte sig stor omvandlades forumet till en webbversion som fortfarande är aktiv.
Att The WELL blivit så framgångsrikt kan förklaras med att journalister och andra opinionsbildare tidigt började använda communityt och även skrev om sina erfarenheter. En annan viktig aspekt är att alla på The WELL heter sina riktiga namn, precis som på Facebook som kom många år senare. Nätverket har dock aldrig varit ett av de mest besökta, 1986 hade BBS:en runt 2 000 användare och i juni 2012 var användarantalet 2 693.
Tidningen Wired har kallat The Well för ”världens mest inflytelserika nätgemenskap”.
The WELL ägs av ett konsortium av användare.